# Norbert Hofmann (Fußballspieler, 1951)
Norbert Hofmann (* 14. August 1951 in Coburg) ist ein ehemaliger deutscher Fußballspieler und heutiger -trainer.

## Karriere
Über die Vereine VfB Autenhausen, VfB Coburg und 1. FC Bayreuth kam Norbert Hofmann 1974 zur SpVgg Bayreuth, die in der neugegründeten 2. Bundesliga antrat. Schon bald hatte sich Hofmann einen Stammplatz in der Bayreuther Mannschaft erkämpft. Die SpVgg war in dieser Zeit fast immer in der oberen Tabellenhälfte zu finden, 1979 wurde man sogar Zweiter und spielte somit um den Aufstieg in die Bundesliga gegen den Zweitplatzierten der Staffel Nord, Bayer 05 Uerdingen. Hofmann, der inzwischen vom Stürmer zum Abwehrspieler umfunktioniert worden war, stand in beiden Spielen in der Startaufstellung. Nach einem 1:1 im Städtischen Stadion in Bayreuth ging das Rückspiel in Krefeld mit 1:2 verloren, womit der Aufstieg verpasst wurde. Das Interesse von Bayer Uerdingen an Hofmann war aber geweckt, und so wechselte der Wunschkandidat von Trainer Horst Buhtz im Dezember 1979 zu Bayer 05 Uerdingen in die Bundesliga.
Im ersten (halben) Jahr gelang der Klassenerhalt. In der darauffolgenden Saison war Hofmann zusammen mit Heinz-Werner Eggeling der erfolgreichste Torschütze in seiner Mannschaft (zehn Tore). Neben seiner angestammten Position in der Außenverteidigung wurde er auch auf verschiedenen Positionen im Offensivbereich eingesetzt. Für das Team verlief die Saison weniger gut – als Tabellenletzter stand am Ende der Abstieg in die zweite Liga. Die Saison 1981/82 wurde lediglich mit einem 12. Tabellenplatz abgeschlossen, 1983 folgte dann aber der  Wiederaufstieg unter Trainer Hans-Dieter Tippenhauer, der während der Saison Werner Biskup abgelöst hatte. Diesmal war Hofmann auch wieder bester interner Torschütze (elf Treffer, zusammen mit Peter Loontiens). In der Relegation war man gegen den FC Schalke 04 erfolgreich (3:1, 1:1). Nach der Spielzeit 1983/84, in der Bayer Uerdingen unter Trainer Timo Konietzka Zehnter wurde, verließ Hofmann Uerdingen und kehrte in seine bayerische Heimat zurück.
Hofmann wurde Spielertrainer beim TSV Ebermannstadt in seinem neuen Wohnort. Er führte den Verein bis in die Bezirksoberliga (drei Aufstiege). Ab 1991 trainierte er verschiedene Vereine in der Bayernliga (1. SC 08 Bamberg, SpVgg Bayreuth, Jahn Forchheim, SC Feucht). Von September 2002 bis 2003 war er DFB-Stützpunkttrainer in Vestenbergsgreuth. Danach arbeitete er wieder als Trainer und betreute von 2003 bis 2008 den 1. FC Sand (Verbandsliga). Ab 2010 trainierte er den Bezirksoberligisten SV Buckenhofen. Nach einer weiteren Station bei DJK Weingarts war er seit Januar 2015 beim Fürther Landesligisten ASV Vach tätig, mit dem der Trainer 2018 in die Fußball-Bayernliga aufgestiegen ist. Nach einem schwachen Start in die Saison 2018/19 mit nur elf Punkten aus 18 Spielen und auf dem letzten Tabellenplatz liegend, wurde er Anfang November 2018 entlassen.
Hauptberuflich hat Hofmann seit Mitte der Neunziger eine Generalvertretung der Allianz.

### Statistik
| Liga          | Spiele (Tore) |
| ------------- | ------------- |
| Bundesliga    | 074 (15)      |
| 2. Bundesliga | 238 (30)      |
| Wettbewerb    |               |
| DFB-Pokal     | 024 0(6)      |